# Черебаево
Черебаево — село в Старополтавском районе Волгоградской области России, административный центр и единственный населённый пункт Черебаевского сельского поселения.
Основано в 1654 году
Население — 440 (2021)

## История
Основано в 1654 году. По документам 1794 года в Черебаево было более 1000 дворов. В том же году построена церковь. В 1895 году построена начальная светская школа. Административно село относилось к Новоузенскому уезду Самарской губернии. Согласно Списку населённых мест Самарской губернии 1910 года Черебаево являлось волостным селом, село населяли бывшие государственные и удельные крестьяне, преимущественно русские, православные, всего 2198 мужчин и 2375 женщин, в селе имелись волостное правление, 2 церкви, земская и церковно-приходская школы, 4 паровых и 6 ветряных мельниц, маслобойня, по средам организовывались базары, проводились ярмарки
В 1920-х включено в состав Ровенского кантона АССР немцев Поволжья (с 1927 года — Зельманский кантон). С 1935 года в состав Иловатского кантона. После коллективизации на территории села были образованы: колхоз «Труженик» (1929 год), колхоз имени 25-летия Октября (1934 год), колхоз имени Кирова (1934 год). В 1936—1937 годах в результате реорганизации колхоз «Труженик» был переименован в колхоз имени Будённого. Церковь была переоборудована в плодоовощной завод. В 1932 году начальная школа преобразуется в семилетнюю.
28 августа 1941 года был издан Указ Президиума ВС СССР о переселении немцев, проживающих в районах Поволжья. После ликвидации АССР немцев Поволжья село включено в составе Иловатского района отошло к Сталинградской области.
В 1950 году при объединении трёх колхозов: имени Будённого, имени 25 лет Октября, имени Кирова — образовался колхоз имени XXII партсъезда. В начале 1950-х началось строительство Сталинградской ГЭС. Село оказалось в зоне затопления. В 1957 году перенесено на новое место. В результате переселения населения села резко сократилось. В 1958 году колхоз имени XXII партсъезда был переименован в колхоз имени Чапаева.
Согласно Решению Исполнительных комитетов Волгоградского областного (промышленного) и (сельского) Советов депутатов трудящихся от 7 февраля 1963 года № 3/55 «Об укрупнении сельских районов и изменении подчиненности районов и городов Волгоградской области» Иловатский район полностью вошел в состав Николаевского района. С 1964 года село включено в состав Старополтавского района.
В 1989 году в 2 километрах к северо-западу от села было открыто Белокаменное нефтегазовое месторождение. В середине 90-х годов была построена установка по переработке сероводородсодержащего газа. В 1999 году на базе колхоза образуется СПК «Черебаевский». В 2004 году открыто новое здание школы.

## Физико-географическая характеристика
Село Черебаево расположено в степи, в Заволжье, близ Волгоградского водохранилища, на берегу ерика Мостовой, на высоте около 30 метров над уровнем моря. Рельеф местности равнинный. Почвы каштановые. К югу от села (за балкой Широкой) имеется массив песков, частично закреплённых лесонасаждениями (Кустаревские пески)
К селу имеется подъезд от региональной автодороги Астрахань — Волжский — Энгельс — Самара (1,7 км). Расстояние до районного центра села Старая Полтавка составляет 69 км (через село Ровное), до областного центра города Волгограда — 270 км, до города Саратова — 120 км.
Климат
Климат умеренный континентальный (согласно классификации климатов Кёппена — Dfa). Многолетняя норма осадков — 387 мм. Наибольшее количество осадков выпадает в июне — 42 мм, наименьшее в марте — 21 мм. Среднегодовая температура положительная и составляет + 7,1 °C, средняя температура самого холодного месяца января −9,5 °C, самого жаркого месяца июля +23,2 °C.
Часовой пояс
Черебаево, как и вся Волгоградская область, находится в часовой зоне МСК (московское время). Смещение применяемого времени относительно UTC составляет +3:00.

## Население
Динамика численности населения по годам:
| 1859 | 1889 | 1897 | 1910 | 1987 |
| ---- | ---- | ---- | ---- | ---- |
| 1875 | 3587 | 3518 | 4582 | ≈840 |

| 2010 | 2012 | 2013 | 2014 | 2015 | 2016 | 2017 |
| ---- | ---- | ---- | ---- | ---- | ---- | ---- |
| 585  | ↘553 | ↘528 | ↘504 | ↘489 | ↘473 | ↘457 |
| 2018 | 2019 | 2020 | 2021 |      |      |      |
| →457 | ↘453 | ↘446 | ↘440 |      |      |      |